# 灯芯草目
 灯芯草目 是 1981年的克朗奎斯特分类法列出的一个目，包括2科，1998年根据基因亲缘关系分类的APG 分类法认为应该取消这个目，其属下的两个科直接合并到禾本目之下， 2003年经过修订的APG II 分类法维持原分类。